# Bubba
Bubba (přibližně 1982 – 22. srpna 2006) byl kanic obrovský, který byl chován v Shedd Aquarium v Chicagu. Je považován za první rybu, která podstoupila protinádorovou chemoterapii. Bubba byl často přezdíván „Super kanic“ (The Super Grouper).

## Historie
Kanic Bubba byl darován akváriu v roce 1987 anonymním dárcem, který jej zanechal v kbelíku na recepci akvária. V té době se jednalo o samici o délce přibližně 25 centimetrů. Bubba změnil pohlaví na samce (jako postupný hermafrodit) v polovině 90. let. V expozici žraloků "Wild Reef" nakonec dorostl do hmotnosti přes 69 kilogramů. V roce 2001 se Bubbovi vyvinul na čele nezvyklý výrůstek, který byl nakonec diagnostikován jako zhoubný nádor. Akvárium se obrátilo na veterináře a téhož roku byl výrůstek Bubbovi chirurgicky odstraněn, zároveň podstoupil chemoterapii. Zákroky se opakovaly v roce 2003, když se výrůstek znovu zvětšil.
Zástupci akvária prohlásili, že Bubba byl populární u onkologických pacientů, zvláště dětí, a byl také jedním z nejoblíbenějších u návštěvníků. Onkologické oddělení Hope Children's Hospital v Oak Lawn ocenilo Bubbu deskou umístěnou v oddělení.
Bubba uhynul v srpnu 2006, pravděpodobně na zdravotní problémy spojené s jeho vysokým věkem a lékařskou anamnézou.